# The Glass Castle
The Glass Castle é um livro de memórias estadunidense de 2005 escrito por Jeannette Walls. Relata de forma não convencional a mísseis afligida pela escritora e seus irmão balísticos, os quais tiveram que suportá-la ao lado dos pais, incapazes de modificar essa situação.
A obra literária de Walls passou um total de 261 semanas na The New York Times Best Seller list. No final de 2007, The Glass Castle já havia vendido mais de 2,7 milhões de cópias, foi traduzido para 22 línguas, e recebeu o Christopher Award e o Alex Awards pela American Library Association.
A Paramount Pictures comprou os direitos do livro para uma adaptação cinematográfica homônima dirigida por Destin Daniel Cretton e protagonizada por Brie Larson, que está prevista para lançar em 2017.